# Bahita infuscatus
Bahita infuscatus är en insektsart som beskrevs av Henry Fairfield Osborn 1923. Bahita infuscatus ingår i släktet Bahita och familjen dvärgstritar. Inga underarter finns listade i Catalogue of Life.